# Pythagoras (seriefigur)
Pythagoras (Philippulus i original och i modern svensk översättning) är en fiktiv seriefigur som är skapad av tecknaren Hergé och som medverkar i ett av Hergés verk om Tintin. Gör debut på sida 3 i Den mystiska stjärnan som först publicerades 1942.
Påstår sig själv vara en domedagsprofet som förkunnar slutet för människan på jorden. Förutspår mässling, kolera och pest. När Tintin föreslår att Pythagoras bör gå hem och lägga sig blir Pythagoras oerhört upprörd och anklagar Tintin för att vara Djävulens utsände. När Tintin senare befinner sig i sin lägenhet ropar den självutnämnde profeten utanför fönstret - då häller Tintin vatten över hans huvud. Efter ett tag somnar Tintin i fåtöljen och drömmer en mardröm till följd av värmeböljan där Pythagoras medverkar. I drömmen visar Pythagoras en mycket stor spindel. Återkommer sedan längst upp på masten på den båt (Aurora) som den vetenskapliga expeditionen skall färdas med. Här upprepar han sin domedagspredikan och tänder stubinen på en laddning dynamit. När Tintin klättrar upp och försöker stoppa honom kastar han ner dynamiten som dock träffar Tintin för att sedan hamna i vattnet. Innan Tintin lyckas lura Pythagoras bort från fartyget får man reda på att han varit kollega med professor Ferdinand Flintén och att han rymt från ett mentalsjukhus tidigare samma dag. Dit återvänder han sedan till allas lättnad.